# Kindervriend
Kindervriend was een Vlaams jeugdtijdschrift dat van 1911 tot 1940 door N.V. Patria in Antwerpen werd uitgegeven.

## Geschiedenis
Het eerste nummer verscheen in januari 1911. Vlak voor het uitbreken van de Eerste Wereldoorlog kostte een nummer drie cents. Na 1926 was deze prijs opgeslagen naar 75 cents. Het blad bevatte vooral vertalingen van Franse en Engelse strips in de vorm van tekststrips. Ook werden er stripversies van bekende historische gebeurtenissen en literaire klassiekers gepubliceerd en verhalen met een moraliserende inslag. Het blad werd in 1940 opgeheven n.a.v. de Duitse invasie van België tijdens de Tweede Wereldoorlog.

## Bron
- KOUSEMAKER, Kees en Evelien, "Wordt Vervolgd- Stripleksikon der Lage Landen", Uitgeverij Het Spectrum, Utrecht, Antwerpen, 1979, blz. 160.